# Александров, Степан Васильевич
Степан Васильевич Александров (Стефан Александровский, укр. Степан Васильович Александров; 1790-е годы — 1846) — украинский поэт, живший в Изюмском уезде Харьковской губернии, автор поэмы «Вовкулака» (1842).

## Биография
Родился в 1790-е годы в селе Цареборисов, ныне Оскол Изюмского района Харьковской области, в казацкой семье, дед был священником. Закончил Харьковский коллегиум. Служил священником сначала в родном селе, потом в селе Бугаевка, ныне Изюмского района, за год до смерти переведён в войсковое поселение Граково, ныне Чугуевского района Харьковской области, где умер в 1846 году. Отец врача и этнографа Владимира Александрова (1825—1894)..

## Поэма
Известен как автор поэмы «Вовкулака. Українське повір’я» («Волколак. Украинское поверье»), написанной в 1842 году и опубликованной посмертно в 1848 году. Поэма рассказывает о парне, проклятьем ведьмы превращённом в волка. В ней автор «наследовал юмористическую и пародийную традицию Ивана Котляревского и Петра Гулак-Артемовского, использовал этнографические и фольклорные материалы, свадебные и обрядовые песни, народный юмор» (здесь привлекает внимание довольно детальное изображение крестьянского быта, в частности, описание слобожанской свадьбы). Произведение «репрезентует фольклорно-стилевое течение в украинском романтизме». Его оценил Иван Франко: «Особенно во второй части этой поэмы есть отрывки, которые имеют высокую поэтическую ценность», поэма «имеет значительный психологичный и литературный интерес», автор «более оригинален [чем Михаил Макаровский], но не свободен от шаржа». По мнению Ж. Ляховой, «С. Александров выступил мастером эпического юмористического рассказа, который в своих средствах тяготеет до бурлескной традиции, однако сумел избежать вульгаризации языка и выявил версификационное искусство. Идейное наставление произведения проникнуто гуманистично-христианской тенденцией: нужно уметь прощать и не держать зла даже на врага».

## Издания поэмы
- Южный русский сборник[укр.]. — Кн. 2. — X., 1848.
- Бурлеск і травестія в українській поезії першої половини XIX ст. — К., 1959.[2]